# گنجو ساسا
گنجو ساسا (انگلیسی: Genjū Sasa; ۱۴ ژانویهٔ ۱۹۰۰ – ۷ ژوئیهٔ ۱۹۵۹) منتقد سینما، کارگردان فیلم، و روزنامه‌نگار اهل ژاپن بود.